# ولسدرف
ولسدرف (به آلمانی: Velsdorf) یک زیستگاه انسانی در آلمان است که در Calvörde واقع شده‌است.

## خصوصیات
ولسدرف ۶٫۷۸ کیلومترمربع مساحت دارد ۵۹ متر بالاتر از سطح دریا واقع شده‌است.